# Lingua catalana
Il catalano (català, pron. orientale: [kə.təˈɫa], occidentale: [ka.taˈɫa]) è una lingua romanza occidentale parlata in Spagna (Catalogna, Comunità Valenciana, Isole Baleari, El Carxe, Frangia d'Aragona) e, in minor misura, in Francia (Rossiglione), Andorra e Italia (Alghero); a questi vanno aggiunti circa 350.000 parlanti residenti nelle zone in cui il catalano non è considerato idioma autoctono (per la maggior parte concentrati in Europa e America Latina). Al 2022, i suoi parlanti totali ammontavano a 9,2 milioni.
Nella Comunità Valenciana è parlata una varietà diatopica del catalano che prende il nome di valenzano (valencià, AFI: [va.ɫen.siˈa] o [ba.ɫen.siˈa]), con numerose sottovarianti (castellonenc, apitxat, ecc.), nelle Isole Baleari è diffusa un'altra variante comunemente nota come balearico, suddiviso in tre sottovarianti tante quanto sono le isole principali che compongono l'arcipelago (mallorquí, menorquí ed eivissenc), mentre nella città sarda di Alghero si è conservata un'antica variante orientale (alguerès) che ha subito diverse influenze dal sardo e dall'italiano.
Le varietà del catalano presentano pertanto molte differenze dialettali dovute allo sviluppo autonomo che hanno avuto nel corso degli ultimi secoli, tuttavia esse non si riflettono nella lingua scritta. Il catalano ha influenzato parecchi dialetti e lingue regionali italiane, specialmente in alcune regioni in passato governate dalla corona aragonese e, a sua volta, è stato influenzato dall'italiano, sia in età rinascimentale che in epoche successive. Il catalano è collegato alle lingue galloromanze, come l'occitano, il francese e le lingue galloitaliche del nord Italia, sebbene sia affine alle lingue ibero-romanze e ne abbia ricevuto un'importante influenza.

## Storia

Mappa cronologica dell'evoluzione linguistica della penisola iberica

In età medievale il catalano antico (a volte impropriamente indicato come limosino, confondendolo con un dialetto dell'occitano) era la lingua ufficiale della cancelleria d'Aragona e lingua di cultura della corte, prima da sola, poi, con l'avvento della dinastia castigliana dei Trastámara, insieme allo spagnolo. Con l'arrivo dei Borgia alla Sede Romana (Callisto III e il nipote Alessandro VI), anche lì il catalano diventò lingua di uso cortigiano.
Anche i primi iberici che arrivarono in Sardegna erano di madrelingua catalana; dagli inizi del Quattrocento fino a tutta la prima metà del XVII secolo, insieme al latino, il catalano si impose in tutta l'isola come lingua dell'amministrazione e del diritto, e ad Alghero, colonia genovese fondata dai Doria, una volta svuotata dai suoi abitanti e ripopolata da famiglie catalane, si iniziò a parlare fin dalla seconda metà del XIV secolo. Ebbe grande influenza sul sardo (che continuò ad essere la principale lingua d'uso in Sardegna), soprattutto sulla variante campidanese, afferente all'area meridionale dell'isola.
Il catalano, in epoca medievale, conobbe un grande splendore letterario, testimoniato fin dal Duecento dal celebre trattato filosofico-religioso di Ramon Llull. Con l'avvento della dinastia asburgica al trono di Spagna, nella prima metà del Cinquecento, iniziò per il catalano un periodo di decadenza che si protrasse per circa tre secoli. In tale periodo acquisì maggior prestigio lo spagnolo. Con i decreti di Nueva Planta (1707-1716) Filippo V introdusse lo spagnolo come unica lingua dell'amministrazione, dell'insegnamento e dei tribunali nei paesi di lingua catalana, relegando così quest'ultima al solo uso vernacolare.
Nei primi anni del 1800 vi furono vari tentativi di recuperare e promuovere l'uso del catalano, di cui il più importante fu la Renaixença, movimento letterario che diede avvio alla rinascita della letteratura catalana. Nei primi del '900 Pompeu Fabra portò a termine l'unificazione della grafia (normalizzazione) in modo da rappresentare le diverse varianti con un'ortografia unica. Questo diede un forte impulso alla produzione libraria, teatrale, di giornali e quindi al riconoscimento del catalano come lingua. Durante la dittatura franchista il suo uso tornò ad essere proibito al di fuori di àmbiti strettamente privati e si propagandò la visione del catalano come dialetto (cioè variante) dello spagnolo.
Dal 1979, esso è riconosciuto come lingua all'interno della comunità autonoma della Catalogna e ne viene promosso l'uso ufficiale e l'insegnamento presso le scuole. Il catalano è lingua ufficiale, insieme allo spagnolo, anche nella Comunità Valenciana, e nelle isole Baleari. Nell'Aragona orientale, pur non essendo equiparato allo spagnolo, ha ottenuto un limitato riconoscimento nelle sue zone di diffusione (conosciute come Striscia d'Aragona).
Approssimativamente si può dire che la normalizzazione ha portato ad una scrittura basata sulle varianti occidentali parlate nella Comunità Valenzana, nella Striscia d'Aragona (in catalano Franja de Ponent o Franja d'Aragó, in aragonese Francha de Lebán, in spagnolo Franja de Aragón) in Aragona, nelle comarche di Tarragona e Lleida in Catalogna, nel Principato di Andorra e pronunciata secondo le varianti centrali-orientali (comarche di Barcellona, Gerona in Catalogna, Baleari in Spagna, Rossiglione in Francia, Alghero in Italia).

## Diffusione attuale

Estensione della lingua catalana. Attualmente, il catalano è parlato nel principato di Andorra; in Spagna (in Catalogna, Comunità Valenzana, Isole Baleari e Striscia d'Aragona); in Italia (ad Alghero); e in Francia (nella regione di Rossiglione).

Attualmente, il catalano è lingua ufficiale:
- nel principato di Andorra, dove è l'unica lingua ufficiale;
- in Spagna:
  - Catalogna, lingua ufficiale assieme allo spagnolo e all'occitano;
  - Comunità Valenciana, lingua ufficiale, nella sua variante valenzana, assieme allo spagnolo;
  - Isole Baleari, lingua ufficiale, nella sua variante maiorchina, insieme allo spagnolo.

### Il catalano nella Comunità Valenciana
Nella Comunità Valenciana il catalano segue una norma differente da quella della Catalogna e ad esso è attribuito il nome storico, tradizionale e ufficiale di lingua valenziana (llengua valenciana) dallo statuto e dalle leggi regionali, che lo definiscono «lingua propria» del territorio. Intorno all'adesione del valenzano al sistema linguistico catalano esiste una disputa di carattere politico fin dai tempi della guerra civile spagnola.

### Il catalano ad Andorra
Il catalano è l'unica lingua ufficiale ad Andorra in base alla Costituzione del 1939. Inoltre, è questo il solo stato del mondo in cui il catalano è l'unica lingua ufficiale. Molto parlati dagli immigrati presenti e dagli stessi andorrani sono anche lo spagnolo e il francese.

### Il catalano in Sardegna
Il catalano è parlato in Sardegna, come lingua autoctona, solo all'interno del comune di Alghero e ha molte similitudini con la lingua sviluppatasi in Catalogna fra la metà del XIV e la fine del XVII secolo. In tale periodo Alghero fece parte prima della Corona d'Aragona, poi subì la dominazione spagnola, cessata la quale il catalano ha continuato a sopravvivere in città senza sostanziali evoluzioni, a differenza di quello usato attualmente in Catalogna, ed è pertanto una varietà linguistica con numerose forme ed espressioni considerabili come antiche. Il catalano è oggi parlato ad Alghero da un numero non ben precisato di persone (20% della popolazione urbana secondo il Comune) e ha sofferto e soffre sia della concorrenza dell'italiano, sia, in misura minore, di quella del sardo, lingua mai scomparsa da Alghero. I giovani, in particolare, parlano il catalano/algherese e lo comprendono tuttavia sempre meno, nonostante le iniziative che la Regione Sardegna e il Comune di Alghero stanno conducendo a tutela di tale espressione linguistica.

### Il catalano in Francia

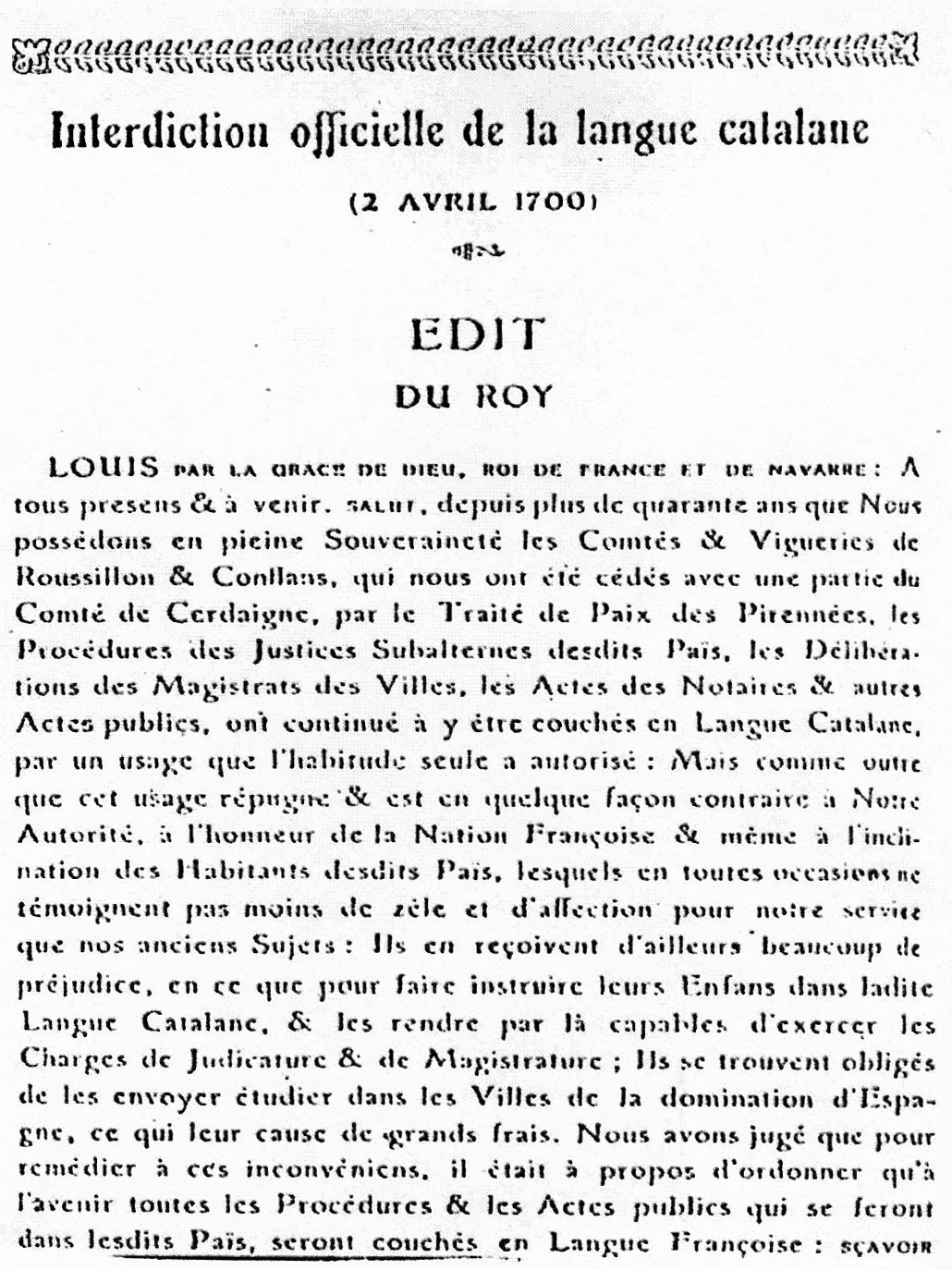

Il catalano è parlato in Francia solo nella regione del Rossiglione dove, secondo gli ultimi dati socio linguistici di cui dispone la Generalitat de Catalunya (2004), il francese è però la lingua maggioritaria e il catalano espressione linguistica minoritaria. Il catalano infatti, pur essendo compreso dal 65,3% della popolazione, viene parlato solo dal 37,1% di essa (e scritto dal 10,6%). Le percentuali diminuiscono ulteriormente se si considera che viene parlato come prima lingua dal 3,5% dei residenti (mentre il 92% ha il francese come prima lingua, l'1% entrambe le lingue e il 3,5% altri idiomi non identificati).

## Fonetica

### Introduzione generale
Le principali caratteristiche fonetiche o ortografiche sono:
- la pronuncia di a ed e atone come vocale neutra [ə] (ma nell'ortografia vengono scritte a oppure e, secondo la pronuncia delle varianti occidentali)
- la pronuncia di o atona come [u] (ma viene comunque scritta "o", secondo la pronuncia delle varianti occidentali)
- la presenza di [z] (s sonora) intervocalica, assente in spagnolo: casa [ˈkazə]
- perdita della n finale dei nomi e aggettivi singolari, con aggiunta dell'accento sulla vocale finale: capità (=capitan[o]), llatí (=latin[o]), violí (=violin[o]) (ma al plurale la "n" compare: capitans, llatins, etc.).
- la r finale non viene pronunciata (ma viene comunque scritta, secondo l'uso occidentale): clar (=chiaro) [ˈkɫa], flor (=fiore) [ˈfɫɔ], primer (=primo) [pɾiˈme]; anar (=andare) [əˈna], fer (=fare) [ˈfe], sortir (=uscire) [surˈti].
- il suono [ʃ] (come "sc" nell'italiano fascia) viene rappresentato con le grafie «ix» e «x»: caixa (=cassa) [ˈkaʃə], xarxa (=rete) [ˈʃarʃə]
- vengono usati numerosi digrammi «tg, tj, tx, ig»: llenguatge (=linguaggio) [ʎəŋˈɡwadʒə], viatjar (=viaggiare) [biəˈdʒa], despatx (=ufficio) [dəsˈpatʃ], puig (=collina) [ˈputʃ]
- il digramma «ll» pronunciato [ʎ] (come «gli» nell'italiano meglio): lluna (=luna) [ˈʎunə], ballar (=danzare, ballare) [bəˈʎa], perill (=pericolo) [pəˈɾiʎ]
- il digramma «ny» pronunciato [ɲ] (come «gn» nell'italiano gnomo): any (=anno) [ˈaɲ], muntanya (=montagna) [munˈtaɲə], puny (=pugno) [ˈpuɲ]
- il digramma «l·l» che in alcuni casi rappresenta [ɫː] (doppia L): col·legi (=collegio) [kuˈɫːɛʒi]. La pronunzia della "l" catalana è fortemente velarizzata, come la l scura inglese [ɫ].
- plurali femminili in -es: les bones amigues (le buone amiche)
- plurali maschili in -s: els bons amics (i buoni amici)
- passato remoto composto: (jo) vaig cantar (=(io) cantai); mentre il passato remoto semplice continua invece a València: (jo) cantí
- l'uso di tre forme (base, debole, rinforzata) per ogni pronome personale oggetto:
  - parlar-me (=parlarmi); parla'm (=parlami) / m'has parlat (=mi hai parlato); em parles (=mi parli)
  - veient-lo (=vedendolo); l'he vist (=l'ho visto); el veig (=lo vedo)
- pronome personale neutro ho:
  - veient-lo (=vedendolo, lui) ma veient-ho (=vedendolo, ciò); No ho sé (=non lo so)

Altre caratteristiche sono la mancanza di molti vocaboli arabi (presenti in spagnolo) e la sopravvivenza invece di molte parole collegate col francese, con l'occitano (notevoli in questo caso i verbi in -c alla prima persona del presente: crec "credo", dec "devo", dic "dico", puc "posso", vinc "vengo", entenc "intendo"...) e, in minor misura, con l'italiano (dati gli stretti rapporti esistenti, in età basso-medievale, con gli stati italiani dell'epoca). La lingua più vicina al catalano è l'occitano. Seguono l'italiano e il francese antico (lingua d'oïl).
Alcune varianti (più dialetti in catalano antico), quali il balearico o il dialetto locale di Cadaqués, usano gli articoli es/so/sa derivati dal latino "ipsu(m)"/"ipsa(m)", proprio come avviene per il sardo: es cotxe (=il veicolo / l'auto), amb so cotxe (=col veicolo / l'auto), sa muntanya (=la montagna). Il resto usa "lo" o "el".

### Pronuncia puntuale delcatalano base[nonchiaro]
La tabella indicante la pronuncia puntuale e completa del catalano si basa sulla varietà più prestigiosa, quella di Valencia, che non ha riduzioni di vocali non accentate. A questo si aggiunge che esistono più varietà di catalano, con differenze abbastanza marginali perlopiù in pronuncia e vocabolario (catalano valenciano, balearico, barcellonese/di Catalogna, andorrano, rossellonese/francese e algherese. Il catalano si parla infatti pure nel Principato di Andorra, a Rossiglione in Francia, Alghero in Sardegna e nella Franja, cioè una striscia di territorio di Aragona che confina con la Catalogna). Gran parte delle zone geografiche in cui si parla catalano sono perlopiù zone costiere o vicine alla costa del Mar Mediterraneo o isole. Ogni macro-varietà di catalano ha poi le sue sotto-varietà. Nella tabella sono indicate alcune caratteristiche del catalagno di Catalogna, cioè parlato a Barcellona, Gerona e zone simili. La sua caratteristica può evidente è la riduzione vocalica nelle vocali non aventi l'accento tonico e ortografico.
| Lettera o digrafo | Trascrizione IPA  | Spiegazione e accenni alle varietà |
| ----------------- | ----------------- | --- |
| a, à              | /a/ (/ə/)         | È come una "a" di albero. Se "à" con l'accento grave, semplicemente indica che ha l'accento tonico (cioè l'accentuazione in pronuncia). In Catalogna orientale (Barcellona, Gerona e zone simili), quando non ha né accento fonetico né ortografico, si riduce in una vocale neutra schwa /ə/. Quanto all'accento, si disambigua subito che quello grave/orientato verso il basso in catalano ha la prima e fondamentale funzione di indicare una vocale aperta e solo secondariamente quello di segnalare l'accento tonico.                                                                                         |
| è                 | /ɛ/               | È una "è” di cioè, quindi con la bocca leggermente più spalancata rispetto alla "e" (è una vocale aperta) e sempre con l'accento tonico. |
| e, é              | /e/ (/ə/)         | È una "e" di elmetto, vocale chiusa. Se "é" con l'accento acuto, semplicemente indica che ha l'accento tonico. In Catalogna, la "e" senza accento e diacritici si riduce nella vocale neutra, la schwa /ə/. |
| i, í, ï           | /i/               | È una "i" di piccolo. In "ï", la dieresi sulla vocale /i/ semplicemente disambigua che non forma un dittongo e che dunque fa parte di un'altra sillaba, in più ha sempre l'accento tonico, e.g. raïm /ra'im/ uva (si paragoni con il siciliano "racìna"). In "í", l'accento acuto disambigua semplicemente che ha l'accento tonico. |
| ò                 | /ɔ/               | È una "o" di occhio, una vocale arrotondata/procheila (cioè si pronuncia tenendo le labbra arrotondate in un cerchiolino) ma più aperta e sempre con l'accento tonico. |
| o, ó              | /o/               | È una "o" di occhio, vocale arrotondata chiusa. Se "ó" con l'accento acuto, semplicemente indica che ha l'accento tonico. |
| u, ú              | /u/               | È una "u" di ultimo, vocale arrotondata chiusa. In "ú", l'accento acuto semplicemente indica che ha l'accento tonico. |
| -ü-               | -/w/-             | Dopo di g o q è una semivocale chiusa arrotondata che, grazie alla dieresi, disambigua la presenza (e non la caduta) di un dittongo in due paia di combinazioni particolari (vedi avanti), dopo di vocale fa parte di un'altra sillaba. |
| b                 | /b/               | È una "b" di balena, consonante bilabiale sonora (una consonante si dice sonora se il palmo della mano intorno alla gola sente delle vibrazioni mentre si pronuncia. Si immagini di pronunciare "fffff" e "ssss" in contrasto con "mmmm" e "vvvvv"). |
| ca, co, cu        | /k/-              | È una "c" di cane, consonante sorda. |
| ce, ci            | /s/               | È una "s" di senza, consonante sorda. Modifica la sua pronuncia a causa di una palatalizzazione riscontrabile pure in spagnolo, portoghese, francese, italiano e rumeno. Se appare come -cce- e -cci-, si pronuncia /kse/ e /ksi/, come in clacson sempre per effetto della palatalizzazione (la pronuncia è identica pure in spagnolo). Di contro, le combinazioni -cca-, -cco- e -ccu- (/kk/ come in tacca, tacco, ecco) sono rare e in prestiti. |
| d                 | /d/               | È una "d" di dente, consonante sonora. |
| f                 | /f/               | È una "f" di fila, consonante sorda |
| ga, go, gu        | /g/-              | È una "g" di galera, consonante sonora. |
| ge, gi            | /dʒ/-~/ʒ/-        | È una "gi" di gelato, consonante sonora. In Catalogna in più si pronuncia senza più contatto tra organi, facendola assomigliare a un suono presente anche in francese e arabo moderno colloquiale. Nella combinazione -gge- e -ggi-, tutta la consonante si raddoppia/gemina/tensifica e il suono è unico, a differenza di -cce- e -cci-. |
| gue, gui          | /g/-              | È una "ghe" di maghe e "ghi" di laghi: la /w/ salta via, senza dare origine a un dittongo. |
| güe, güi          | /gw/-             | È una "gue" di guercio e "gui" di pinguino: la "u" con la dieresi si scrive apposta per disambiguare che si pronuncia come labiovelare. |
| h                 | muta              | È muta, come in francese, portoghese e italiano. |
| j                 | /dʒ/~/ʒ/          | È una "gi" di gelato, consonante sonora. Anche in questo caso in Catalogna si pronuncia senza contatto tra organi. |
| k                 | /k/               | È una "k" di koala, consonante sorda. Si usa solo in prestiti. |
| l                 | /l/~/ɫ/           | È una "l" di leva, consonante sonora. In base al parlante, la consonante si può sentire pronunciata enfatica e quasi strozzata come in talune parole inglesi (e.g. milk, Jill), cioè come Dark L, contrapposta alla Light L. La Dark L si sente pure nel nome di Dio in arabo, "Allah", e in alcuni parlanti di portoghese. |
| ll                | /ʎ/               | È una "gli" di aglio, consonante sonora. Una pronuncia analoga si ritrova pure in spagnolo castigliano e in portoghese, in cui però si scrive "lh". |
| ŀl                | /ll/              | È una "ll" di palla: è cioè una /l/ tensificata, riconoscibile per un punto in mezzo alle due lettere. Questo suono in catalano si chiama "ele geminada" e il puntino, già usato in catalano medievale per indicare alcune elisioni in poesia, è stato riciclato per disambiguare questo suono nel Novecento. |
| m                 | /m/               | È una "m" di mano, consonante sonora. Non ci sono nasalizzazioni in catalano e spagnolo, a differenza con il portoghese e francese. |
| n                 | /n/               | È, di base, una "n" di nave, consonante sonora. In più, a livello fonetico, si assimila alla consonante successiva: davanti al suono /k/ e /g/ diventa /ŋ/, come nell'italiano panca e fango e nell'inglese "king"; davanti alla /f/ diventa un suono labiodentale /ɱ/, come nell'italiano anfora: la "m" cioè si pronuncia con gli incisivi dell'arcata superiore a contatto con il labbro inferiore. Non ci sono nasalizzazioni in catalano e spagnolo, a differenza con il portoghese e francese. Il gruppo -cn-, a causa di una sonorizzazione data da /n/, si pronuncia /ŋn/. -nm- invece si tensifica in /mm/. |
| ny                | /ɲ/               | È una "gn" di gnomo, consonante sonora. Le combinazioni sono "nya, nye, nyi, nyo. nyu". Lo stesso suono si ritrova in portoghese scritto come "nh" e in spagnolo scritto come "ñ", cioè con un tildo sopra (storicamente, il tildo deriva da una piccola "n", siccome il suono storicamente deriva da */nn/). |
| p                 | /p/               | È una "p" di palla, consonante sorda. Le combinazioni -pm- e -pn- per la presenza della consonante sonora si sonorizzano in /bm/ e /bn/. |
| qua, quo          | /kw/-             | È una "qua" di quaglia e "quo" di quorum. La combinazione -dqu- si desonorizza in /tkw/-. |
| que, qui          | /k/-              | È una "che" di chela e "chi" di chilo: la semivocale chiusa arrotondata /w/ cade, dunque non si forma il dittongo, fenomeno che si vede pure in portoghese, spagnolo e francese. |
| qüe, qüi          | /kw/-             | È una "que" di quercia e "qui" di aquila: è il secondo e ultimo caso in cui si usa la dieresi sopra la "u" per indicare che si pronuncia come labiovelare. |
| r, rr; -r         | /r/-, -/ɾ/-; muta | È una "r" di rana, consonante sonora. Il suo comportamento e pronuncia è uguale all'italiano e spagnolo: a inizio parola e quando raddoppiata come "rr" (e.g. carro) è polivibrante, mentre se intervocalica diventa una /ɾ/ monovibrante (come nell'italiano arare, spagnolo toro e inglese americano city, better). Tuttavia, a fine parola (tipicamente negli infiniti dei verbi: -ar, -er, -ir) in catalano cade. |
| s                 | /s/               | È una "s" di senza, consonante sorda, ma sonora fra vocali. Se raddoppiata, è "ss" di cassa (/ss/). |
| ç                 | /s/               | È una "s" di senza, consonante sorda. La C con la cedilla (il nome viene dall'antico nome della lettera Z, "ceda") si trova pure in portoghese e francese, dove si pronuncia /s/ derivata da un'antica */t͡s/. Era presente pure in spagnolo antico, ma oggi si sostituisce con la "z", avente la pronuncia /s/ in America Latina. In catalano, questa lettera ha un nome tutto suo ed è "Ce trencada" |
| sh                | /ʃ/               | È una "sci" di scienza, consonante sorda. |
| t                 | /t/               | È una "t" di tavolo, consonante sorda. Le combinazioni -tm- e -tn-, entrambe seguite da una nasale sonora, si sonorizzano in /dm/ e /dn/. Anche -tl- e -tb- si sonorizzano in /dl/ e /db/ per effetto della consonante sonora. |
| tj                | /dʒ/              | È una "gi" di gelato, consonante sonora. |
| tge, tgi          | /dʒ/-             | È una "gi" di gelato, consonante sonora. A causa della pronuncia, si può rischiare una confusione tra "ge, gi, je, ji, tge, tgi, tj, dj" a meno che le prime quattro si pronunciano come a Barcellona e Gerona, cioè senza contatto tra organi. Quelle con contatto dunque sarebbero scritte come un gruppo o digrafo a 2 membri con una consonante dentale al primo membro, se si dovesse esporre una rudimentale mnemotecnica. |
| tx                | /tʃ/              | È una "ci" di ciao, consonante sorda. |
| ts, ds            | /t͡s/              | È una "z" di zero, consonante sorda (nel Norditalia è solitamente sonorizzata). Questa pronuncia in -ds- deriva da una desonorizzazione. |
| tz                | /d͡z/              | È una "z" di zero, in questo caso sonora (altrimenti si prende /t͡s/ e si immagina di pronunciarla sonorizzata). |
| v                 | /v/~/β/           | È una "v" di vela, consonante sonora. In Catalogna, si può sentire come una "b" di balena, sonora e senza contatto tra le labbra. |
| w                 | /w/               | È una semivocale arrotondata /w/ o una /v/. Si usa solo in prestiti e la pronuncia dipende dall'origine del prestito (e.g. se è tedesco, sarà una /v/). |
| -x-               | -/ʃ/-, -/ks/-     | Mettendo da parte i gruppi consonantici in cui compare, si prendono in esame la posizione intervocalica: è una -/ks/- come clacson tranne se preceduta da due vocali, di cui la seconda è "i": nelle combinazioni eix, aix, oix, uix è una "sci" di scienza. Questa pronuncia appare pure se conclude la parola (e.g. "baix") |
| x-; -x            | /ʃ/-; -/ks/       | A inizio parola, è una "sci" di scienza. A fine parola o prima di consonanti (e.g. nella parola "extra" presa a prestito), è una "cs" di clacson eccetto con le combinazioni indicate sopra. La pronuncia a inizio e fine parola corrisponde con quella in portoghese. |
| z                 | /z/               | È una "s" di sera con sonorizzazione annessa. In alternativa, si può pensare come una "tz" senza contatto tra organi. Il suono è presente pure in portoghese, francese, arabo e dialetto shanghainese. Il gruppo -cz-, per effetto di una sonorizzazione data da /z/, si pronuncia /gz/. |

## Varietà del catalano
Il catalano si suddivide in due grandi gruppi dialettali: orientale e occidentale; tale suddivisione si basa principalmente sulla riduzione o meno delle vocali atone [a], [e] i [e] a vocal neutra [a] e nella chiusura o meno delle vocali atone [o] e [d] in [u].

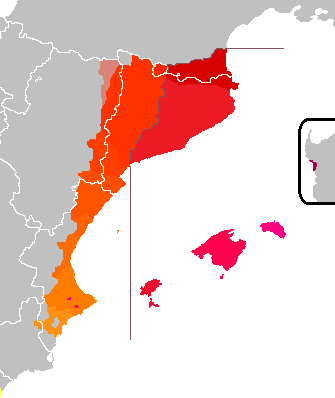
Mappa dialettale della lingua catalana

| Catalano occidentale (Català occidental) - Catalano nord-occidentale (Català nord-occidental) - Lleidatà - Ribagorçà - Pallarès - Fragatí - Valenzano di transizione o tortosì (Valencià de transició o Tortosí) (si può classificare come valenzano o nord-occidentale) - Matarranya - Maestrat - Ebrenc - valenzano (Valencià) - Valenzano castellonese (Valencià castellonenc) - Valenzano apitxat o Valenzano centrale (Valencià apitxat o Valencià central) - Valenzano meridionale (Valencià meridional) - Valenzano alicantino (Valencià alacantí) - Maiorchino di Tàrbena e della Vall de Gallinera (Mallorquí de Tàrbena i la Vall de Gallinera) | Catalano orientale (Català oriental) - Catalano settentrionale o rossiglionese (Català septentrional o Rossellonès) - Capcinès (Capcinès) - Catalano settentrionale di transizione (Català septentrional de transició) - Catalano centrale (Català central) - Salat (Salat) - Barcellonese (Barceloní) - Tarragonese (Tarragoní) - Xipella (Xipella) - Catalano delle Baleari (Balear) - Maiorchino (Mallorquí) - Minorchino (Menorquí) - Ibizenco (Eivissenc) - Algherese (Alguerès) |

## Numero di parlanti il catalano nel mondo (2004)

### Territori dove è lingua ufficiale
| Territorio          | capiscono il catalano | parlano catalano |
| Catalogna           | 7 502 880             | 5 933 661        |
| Comunità Valenciana | 3 448 368             | 2 407 951        |
| Isole Baleari       | 852 780               | 706 065          |
| Andorra             | 72 013                | 57 395           |
| Totale              | 11 810 302            | 9 092 882        |

### Territori dove il catalano non è lingua ufficiale
| Territorio                   | capiscono il catalano | parlano catalano |
| Rossiglione - Francia        | 256 583               | 145 777          |
| Striscia d'Aragona - Aragona | 50 406                | 49 398           |
| Alghero                      | 34 525                | 26 000           |
| El Carche (Murcia)           | dato sconosciuto      | dato sconosciuto |
| Resto del mondo              | 350 000               | 350 000          |
| Totale                       | 691 514               | 571 175          |

### Totale
| Territorio      | capiscono il catalano | parlano catalano |
| Paesi catalani  | 11 207 555            | 9 090 986        |
| Resto del mondo | 350 000               | 350 000          |
| Totale          | 11 557 555            | 9 440 986        |

### Conoscenza del catalano (cens. 2003-2004)
| Territorio                              | Parla | Capisce | Legge | Scrive |
| Catalogna                               | 84,7  | 97,4    | 90,5  | 62,3   |
| Comunità Valenciana                     | 57,5  | 78,1    | 54,9  | 32,5   |
| Isole Baleari                           | 74,6  | 93,1    | 79,6  | 46,9   |
| Rossiglione (Catalogna del Nord)        | 37,1  | 65,3    | 31,4  | 10,6   |
| Andorra                                 | 78,9  | 96,0    | 89,7  | 61,1   |
| Striscia d'Aragona (o Franja de Ponent) | 88,8  | 98,5    | 72,9  | 30,3   |
| Alghero                                 | 61,3  | 90,1    | 46,5  | 13,6   |

(% popolazione sopra i 15 anni).

## Esempi
| Italiano | Catalano        | Pronuncia orientale (e.g. barcellonese)                 | Pronuncia occidentale (e.g. ebrenc)                            |
| -------- | --------------- | ------------------------------------------------------- | -------------------------------------------------------------- |
| terra    | terra           | [ˈtɛrə]                                                 | [ˈtɛra]                                                        |
| cielo    | cel             | [ˈsɛɫ]                                                  | [ˈsɛɫ]                                                         |
| acqua    | aigua           | [ˈajɣwə]                                                | [ˈajɣwa]                                                       |
| fuoco    | foc             | [ˈfɔk]                                                  | [ˈfɔk]                                                         |
| uomo     | home            | [ˈɔmə]                                                  | [ˈɔme]                                                         |
| donna    | dona            | [ˈdɔnə]                                                 | [ˈdɔna]                                                        |
| mangiare | menjar          | [məɲˈʒa]                                                | [meɲˈdʒa(r)]                                                   |
| bere     | beure           | [ˈbɛwrə]                                                | [ˈbewre]                                                       |
| grande   | gran            | [ˈɡɾan]                                                 | [ˈɡɾan]                                                        |
| piccolo  | petit / xicotet | [pəˈtit] / [ʃikuˈtɛt]                                   | [peˈtit] / [tʃikoˈtet]                                         |
| comprare | comprar         | [kumˈpɾa]                                               | [komˈpɾa(r)]                                                   |
| notte    | nit             | [ˈnit]                                                  | [ˈnit]                                                         |
| giorno   | dia / jorn      | [ˈdiə] / [ˈʒorn]                                        | [ˈdia] / [ˈdʒorn]                                              |
| inglese  | anglès          | [əŋˈɡlɛs]                                               | [aŋˈɡles]                                                      |
| perché   | per què         | [pərˈkɛ]                                                | [perˈke]                                                       |
| vita     | vida            | [ˈbiðə] (Catalogna orientale) / [ˈviðə] (Isole Baleari) | [ˈviða] (Comunità Valenzana) / [ˈbiða] (Catalogna occidentale) |

## Grammatica catalana

### Frasi esempio
- Catalano: Català /kətəˈla/
- Ciao: Ei /ˈej/, Ep /ˈep/
- Arrivederci: adéu /əˈðew/ (sing.); adéu-siau /əˈðewsiˈaw/ (pl.); a reveure /ərəˈβewrə/
- Per favore: si us plau /si(w)sˈplaw/
- Grazie: gràcies /ˈɡɾasiəs/; mercès /mərˈsɛs/
- Mi scusi: perdó /pərˈðo/, Em sap greu /amˈsáp ɡreu/
- Questo: aquest /əˈkɛst/ (masc.); aquesta /əˈkɛstə/ (fem.)
- Quanto?: quant /ˈkwanˈ(t)/; Quanto costa?: quant (és/val/costa)? /ˈkwan(t)ˈes/
- Sì: sí /ˈsi/
- No: no /ˈno/
- Non lo capisco (a lui): No l'entenc /ˈnolənˈteŋ/; Non lo capisco (questo): No ho entenc /ˈnowənˈteŋ/
- Dov'è il bagno?: on és el bany? /ˈonˈezəlˈβaɲ/; on és el lavabo? /ˈonˈezəlːəˈβaβu/
- Parli italiano?: Parles italià? /ˈparləzitəliˈa/
- Parli catalano?: Parles català? /ˈparləskətəˈla/

### I numeri
- 1: u / un (masc.) - una (fem.)
- 2: dos (masc.) - dues (fem.)
- 3: tres
- 4: quatre
- 5: cinc
- 6: sis
- 7: set
- 8: vuit
- 9: nou
- 10: deu